# Truth Of My Destiny
「Truth Of My Destiny」（トゥルース・オブ・マイ デスティニー）は、Ceuiの楽曲。Ceuiが作詞・作曲、小高光太郎が作曲を手掛けた。Ceuiの9枚目のシングルとして2010年8月11日にLantisから発売された。

## 概要
前作「プリズム」から1年ぶりのリリースとなる2010年1作目のシングル。表題曲はテレビアニメ『伝説の勇者の伝説』のエンディングテーマとして使用された。自身のシングル表題曲がアニメ主題歌に起用されるのは「センティフォリア」以来2作ぶり。
ジャケットには、ライナ・リュートとシオン・アスタールが丘の上から街を眺めている様子が描かれている。

## 収録曲
（全作詞：Ceui、作曲：小高光太郎・Ceui、編曲：小高光太郎）
1. Truth Of My Destiny [4:43]
  - テレビアニメ『伝説の勇者の伝説』前期エンディングテーマ
2. SIROSUNA [4:36]
3. Truth Of My Destiny（INST）
4. SIRSONA（INST）